# Erich Retter
Erich Retter (Plüderhausen, 17 febbraio 1925 – 27 dicembre 2014) è stato un calciatore tedesco, di ruolo difensore.

## Palmarès

### Club

#### Competizioni nazionali
- Campionato tedesco: 2

Stoccarda: 1949-1950, 1951-1952
- Coppa di Germania: 2

Stoccarda: 1953-1954, 1957-1958